# Matran
Matran es una comuna suiza del cantón de Friburgo, situada en el distrito de Sarine. Limita al norte con la comuna de Corminboeuf, al noreste con Villars-sur-Glâne, al sureste con Hauterive, al suroeste con Neyruz, y al oeste con Avry.

## Transportes
Ferrocarril
Cuenta con una estación ferroviaria en la que efectúan  parada trenes regionales.